# Соната для фортепиано № 10 (Бетховен)
Соната для фортепиано № 10 соль мажор, опус 14 № 2 была написана Бетховеном в 1795—1799 годах и, как и предыдущая соната, посвящена баронессе Йозефе фон Браун. Соната, вместе с сонатой № 9, также входящей в четырнадцатый опус, была опубликована в 1799 году, но в отличие от неё, заслужила более благоприятные отзывы у музыкантов. По словам Шиндлера, композитор, в своих воспоминаниях, отмечал, что слушатели сонаты видели в ней «борьбу двух начал», «диалог между мужчиной и женщиной или влюбленным и возлюбленной». Соната состоит из трёх частей, композитор в ней продолжает творческий поиск лаконичности сонатной формы.

## Структура
Соната для фортепиано № 10 Бетховена состоит из трёх частей: 1) Allegro, 2) Andante, 3) Scherzo, Allegro assai.
Первая часть сонаты Allegro, G-dur, отличается своей лиричностью, в экспозиции лирические мотивы продолжают развитие; в разработке с ускорением темпа привносится небольшое ощущение противостояния, спора; в репризе повторяются темы экспозиции. В этой сонате, так же, как и в первой сонате опуса, отсутствует медленная часть Adagio.
Вторая часть сонаты Andante, C-dur, представлена несколько монотонными, относительно слабо развитыми вариациями, присущими раннему творчеству композитора.
Третья часть сонаты Scherzo, Allegro assai, G-dur, ещё больше уводит слушателя от эмоциональности первой части.
В целом сонаты опуса являются большим вкладом Бетховена в создание жанра сонатной лирической поэмы.